# Norske Øer
Norske Øer – grupa niezamieszkanych wysp u wschodnich wybrzeży Grenlandii położona na Morzu Grenlandzkim. Powierzchnia głównej wyspy wynosi 186,4 km², a długość jej linii brzegowej to 68,9 km.